# La mujer del anarquista
La mujer del anarquista es una película española dirigida por Marie Noelle y Peter Sehr. 

## Sinopsis
Narra la historia de amor entre Manuela (María Valverde), una mujer apasionada y adelantada a su tiempo, y su marido Justo (Juan Diego Botto), abogado y líder anarquista. Es el final de la guerra civil española, y Manuela espera el retorno de Justo, a quien quiere por encima de la revolución y sus ideales. 
Sin embargo, al acabar la guerra, ella no encuentra información alguna sobre él. Dado que Justo es considerado por el régimen de Franco como fugitivo de la justicia, ella no puede realizar la búsqueda de forma abierta ni preguntar a nadie por el paradero de su esposo, sin correr un riesgo enorme.